# Иванов, Виктор Константинович
Виктор Константинович Иванов (род. 25 марта 1952, Джезказган) — советский и российский учёный, заместитель директора по научной работе Медицинского радиологического научного центра имени А. Ф. Цыба — филиала «Национального медицинского исследовательского радиологического центра» Министерства здравоохранения Российской Федерации", доктор технических наук, профессор, член-корреспондент РАМН (2002) и РАН (2014), заслуженный деятель науки Российской Федерации (2004).

## Биография
Родился 25 марта 1952 г. в Джезказгане (Казахстан).
Окончил МИФИ по специальности «прикладная математика» (1969—1975) и аспирантуру Института проблем управления АН СССР (1978), в 1979 г. защитил кандидатскую диссертацию (Некоторые аспекты системного подхода в онкологии: моделирование, управление и оптимизация лучевой терапии : диссертация … кандидата технических наук : 05.13.02. — Москва, 1977. — 149 с. : ил.).
С 1978 г. работает в НИИ медицинской радиологии АМН СССР: младший научный сотрудник, старший научный сотрудник, зав. лабораторией, зав. отделом.
С 1994 г. заместитель директора по научной работе.
В 1987 г. защитил докторскую диссертацию «Системный анализ и оптимизация лучевой терапии злокачественных новообразований». Выдвигался кандидатом в депутаты Государственной Думы Российской федерации по списку «Достоинство и милосердие» в 1993 году.
С 1996 г. — профессор. В 2002 г. избран членом-корреспондентом РАМН (отделение профилактической медицины) по специальности «радиационная эпидемиология».

## Научные труды
Автор и соавтор более 400 научных работ, в том числе 17 монографий. Членом редколлегий журналов: «Медицинская радиология и радиационная безопасность», «Радиобиология», «Journal of Radiation Research».
Сочинения:
- Математическое моделирование и оптимизация лучевой терапии опухолей / В. К. Иванов. — М. : Энергоатомиздат, 1986. — 144,[1] с. : ил.; 21 см.
- Математическое моделирование и оптимизация лучевой терапии опухолей [Текст] / В. К. Иванов. — Изд. 2-е. — Москва : ЛЕНАНД, 2015. — 144, [1] с. : ил., табл.; 21 см; ISBN 978-5-9710-2129-2
- Динамика онкоэпидемиологической ситуации в Калужской области после Чернобыльской катастрофы, 1986—1995 / [Текст] / Вагид Абдуллаевич Эфендиев, Виктор Константинович Иванов, Анатолий Федорович Цыб. — Калуга, 1996. — 181 с. : ил., карты; 21 см.

## Награды
Награждён орденами «За заслуги перед Отечеством» IV и III степеней, орденами Мужества, «Знак Почёта».